# Korg
Korg, Корг — японський приватний виробник музичного обладнання, відомий в Україні за якісними синтезаторами звуку й електронними тюнерами. Штаб-квартира розташована у Токіо (Інаґі). Підприємство було засноване 1962 року Цутому Като та Тадаші Осанаі. Перед заснування компанії Като був власником нічного клубу й випускником Токійського університету, що грав у цьому клубі на акордеоні.
Першим продуктом компанії був електромеханічний ритмічний пристрій Donca Matic DA-20, випущений у 1963 році.
Yamaha була завжди добрим партнером Коргу й у 1987—1993 роках володіла контрольним пакетом акцій.